# Polarforschung

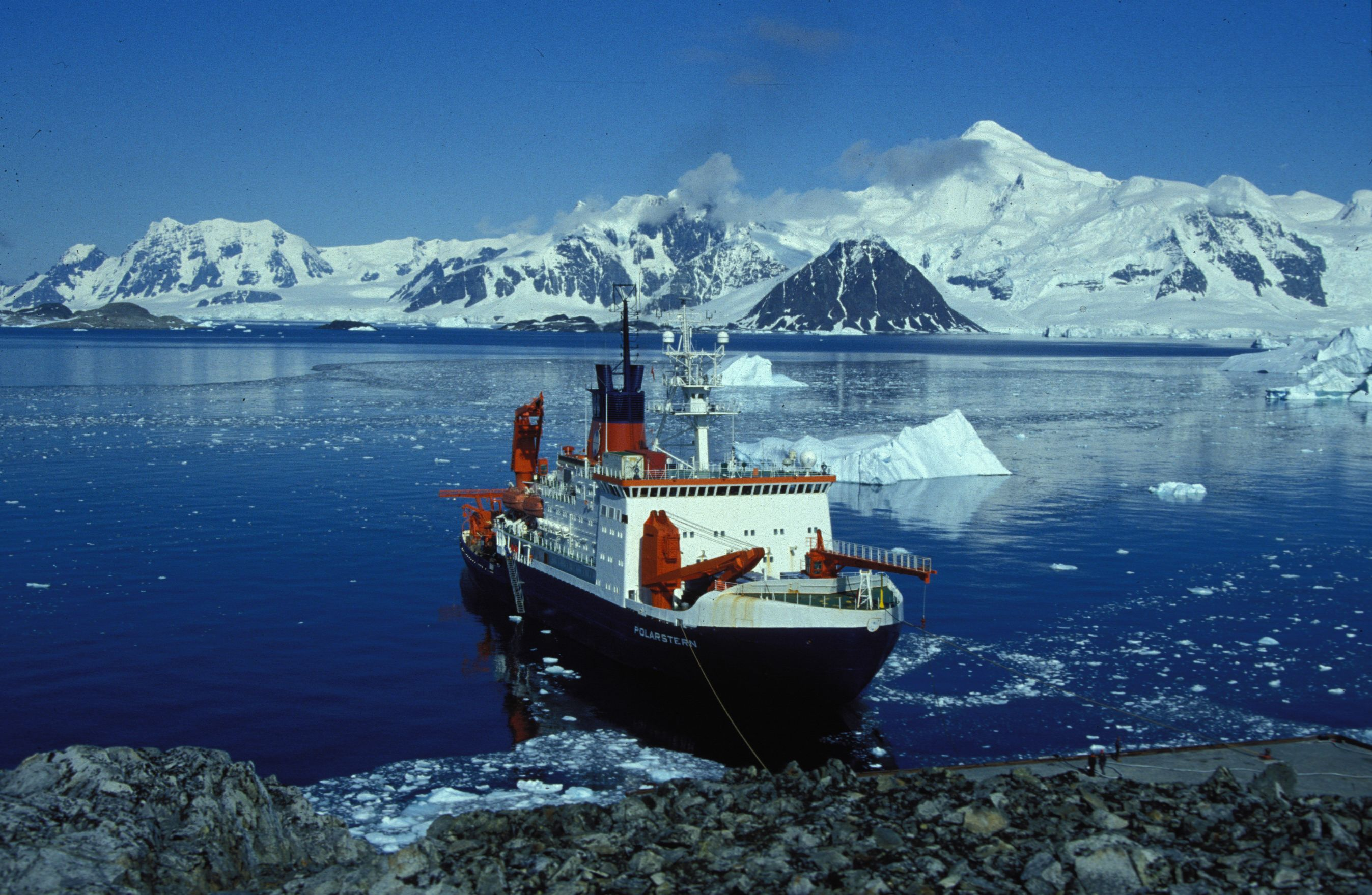
Das deutsche Polarforschungsschiff Polarstern am Schiffsanleger der britischen Station Rothera auf der Adelaide-Insel, die der Antarktischen Halbinsel vorgelagert ist

Als Polarforschung wird die wissenschaftliche Erkundung der Polargebiete Arktis und Antarktis bezeichnet.

## Forschungsgegenstand und Disziplinen

### 18. Jahrhundert
Ihren Beginn kann man auf etwa das 18. Jahrhundert ansetzen. Forschungsthemen waren zunächst vor allem die Meteorologie, die Geophysik, die allgemeine Geographie und die Meereskunde.
In der Arktis ging es anfänglich vor allem um die Entdeckung neuer Landgebiete bzw. Wasserwege und um kürzere Verbindungen von Europa nach Asien. Als sich gezeigt hatte, dass der direkte Weg über den Nordpol nicht (wie zuerst vermutet) eisfrei war, begaben sich viele Expeditionen auf die Suche nach der Nordostpassage (nördlich Asiens) bzw. der Nordwestpassage (nördlich Amerikas). Im Süden stand hingegen die Erforschung des 1772 entdeckten Kontinents Antarktika im Vordergrund.

### 19. und 20. Jahrhundert
Ende des 19. und Anfang des 20. Jahrhunderts wurde die Bezwingung der geografischen Pole zum Hauptthema. Gleichzeitig begann eine Entwicklung zur umfassenden, interdisziplinären Erforschung der Polargebiete mit Schwerpunkten in der Geophysik, Ozeanografie, Glaziologie und Biologie.

### Gegenwart
Spätestens seit der Ausbildung von Governance-Strukturen als auch der ökonomischen Nutzung in den Polargebieten, beginnend am Ende des 20. Jahrhunderts, befassen sich zunehmend andere Disziplinen, darunter die Robotik, Rechts-, Politik-, Wirtschafts- oder auch die Kulturwissenschaften mit Forschungsfragen der Polarforschung.

## Internationale Forschung

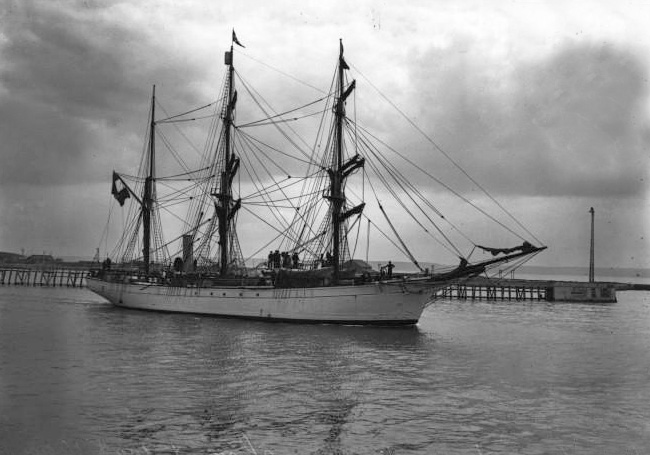
Die französische, vierte Pourquoi Pas ? am 15. August 1908 in Le Havre

In den 1870er Jahren erfolgte eine Hinwendung zur Internationalisierung der Polarforschung. Der erste Internationale Meteorologenkongress in Wien empfahl 1873 die Einrichtung meteorologischer Stationen in den Polargebieten. In einem Vortrag am 18. September 1875 auf der 48. Versammlung der Gesellschaft Deutscher Naturforscher und Ärzte in Graz stellte Carl Weyprecht, der gemeinsam mit Julius Payer die Österreichisch-Ungarische Nordpolexpedition von 1872–74 geleitet hatte, seine Grundprincipien der arktischen Forschung vor. Er vertrat die Ansicht, dass „die arktische Forschung für die Kenntnis von den Naturgesetzen von höchster Bedeutung“ sei, vereinzelte Beobachtungsreihen aber nur relativen Wert besäßen.
Es gelang Weyprecht und den Präsidenten der 1879 gegründeten Internationalen Polarkommission, Georg von Neumayer und Heinrich von Wild, die Unterstützung der Regierungen einiger europäischer Staaten sowie der USA für ein gemeinsames Forschungsprojekt und die Errichtung geophysikalischer Beobachtungsstationen zu erhalten. 1882–1883 fand das erste Internationale Polarjahr unter Beteiligung von elf Staaten mit zwölf festen Stationen in der Arktis und zwei in der Subantarktis statt. Es wurden vor allem Arbeiten auf den Gebieten der Meteorologie und des Geomagnetismus sowie zur Erforschung des Polarlichts nach einem vorher abgestimmten Programm durchgeführt.
50 Jahre später wurde das zweite Internationale Polarjahr 1932–1933 von 15 Staaten mit 200 Stationen allein in der Arktis durchgeführt. Diese Tradition fand 1957/58 im Rahmen des Internationalen Geophysikalischen Jahres seine Fortsetzung, das sich allerdings nicht auf die Polregionen beschränkte. 2007–2009 fand das vierte Polarjahr (englisch: International Polar Year, IPY) statt.

## Forschungseisbrecher Polarstern
Die Polarstern ist der einzige Forschungs-Eisbrecher Deutschlands und mit 118 Metern Länge das größte deutsche Forschungsschiff vor der Sonne, die 116 Meter lang ist. Die Polarstern wurde 1982 in Dienst gestellt und pendelt seitdem zwischen den Polen der Erde: Im Sommer der Nordhalbkugel erforschen Wissenschaftler die Arktis, im südlichen Sommer nimmt die Polarstern Kurs auf die Antarktis, um hier neben den wissenschaftlichen Expeditionen auch die deutsche Forschungsstation Neumayer III aus ihrem enormen Frachtraum mit Lebensmitteln, wissenschaftlicher Ausrüstung und Kraftstoff für die Polarflugzeuge, Helikopter und den Betrieb der Station zu versorgen. Jedes Jahr im Frühling und im Herbst macht sie auf ihrer Reise zwischen den Polen Halt in Bremerhaven: In ihrem Heimathafen wird sie für die nächste Reise fit gemacht, betankt und mit wissenschaftlicher Ausrüstung und Proviant beladen. Der Eisbrecher besitzt einen doppelwandigen Rumpf und verstärkte Stahlplatten am Bug und am Eisgürtel, sodass er bis zu anderthalb Meter dickes Eis mühelos durchbrechen kann. Ist das Eis dicker, rammt sich die Polarstern den Weg frei: Bei einer Rammeisfahrt schiebt sie sich – meist mit mehreren Anläufen mit ihrer vollen Leistung (fast 20.000 PS) auf das Eis, das dann unter dem Gewicht des Schiffs bricht. An Bord sind meistens auch zwei Helikopter und Schlauchboote, mit denen die Wissenschaftler Messungen auch abseits des Schiffs durchführen können. Aufgrund ihres hohen Gewichts hat die Polarstern einen Tiefgang von 11,20 Metern.

## Permanente Stationen

Briefmarke der Deutschen Bundespost von 1981: Sie zeigt die Gebäude der im selben Jahr eingerichteten ersten Georg-von-Neumayer-Station

Die Erkundungen mit Hilfe von permanenten oder nur in den Sommermonaten betriebenen Forschungsstationen wird bis heute fortgesetzt. In der Arktis entstanden zusätzlich Eisdriftstationen auf größeren Eisschollen, die längere Zeit über den Arktischen Ozean treiben. Sehr wichtige Erkenntnisse zur Meteorologie, zur Geographie im nördlichen Polarmeer und zur Geophysik lieferte die gemeinsame deutsch-russische Arktisexpedition aus dem Jahre 1931, welche mit 46 Fahrtteilnehmern am 24. Juli in Friedrichshafen mit dem Luftschiff „LZ 127 Graf Zeppelin“ begann, nach Zwischenlandungen in Berlin-Staaken und Sankt Petersburg über Finnland in die nördliche Barentssee führte und am 30. Juli 1931 erfolgreich beendet wurde. Als nördlichster Punkt wurden die letzten Eilande von Franz-Josef-Land (die Liv- und die Eva-Insel, die Fridtjof Nansen 1895 nach wochenlanger Eiswanderung erreicht hatte) überquert. Anschließend, nach 600 km Fahrt am 81. Breitengrad entlang, erreichte man die Nordspitze von „Nordland“ (Sewernaja Semlja), wobei man versuchte aus der Luft neue Erkenntnisse über diese Region zu gewinnen, da über sie bisher so gut wie nichts bekannt war.
In der Bundesrepublik wird die Polarforschung seit 1980 vom Alfred-Wegener-Institut für Polar- und Meeresforschung koordiniert. Daneben gibt es die Deutsche Gesellschaft für Polarforschung, die seit 1931 die Fachzeitschrift „Polarforschung“ herausgibt, junge Wissenschaftler fördert und allgemein für die Polarforschung wirbt.

## Wissenschaftliche Zusammenarbeit
Aufgrund des Umweltschutzplans für die Arktis, der Arctic Environmental Protection Strategy und einer Empfehlung des Arktischen Rats wurde ab 2001 ein Hochschulnetzwerk mit einer virtuellen Universität der Arktis (englisch: UArctic) aufgebaut. Gefördert wird damit die Bildung und die interdisziplinäre Erforschung der Region Arktis. Es kann der Bachelor of Circumpolar Studies erworben werden.
Ergebnisse der Polarforschung werden auch vom Umweltprogramm der Vereinten Nationen (UNEP) im United Nations Environment Programme-Global Resource Information Database, einem weltweiten wissenschaftlichen Netzwerk, veröffentlicht. Hier sind vor allem die Online-Karten und Grafiken hervorzuheben.

## Vergleichbare Forschungsansätze
- Gebirgsforschung
- Küstenforschung